# The Legend of Johnny Lingo
The Legend of Johnny Lingo es una película neozelandesa filmada en Polinesia en 2003 y dirigida por Steven Ramírez. Fue protagonizada por George Henare, Rawiri Paratene, Joe Folau, Alvin Fitisemanu, Kayte Ferguson, Tausani Simei-Barton y Fokakovi Soakimi. Es un remake del cortometraje del 1969 Johnny Lingo que está basada en la historia de Patricia McGerr.

## Argumento
Tras una fuerte tormenta, un bebe naufrago llega a una isla donde un señor lo encuentra para después llevarlo ante el jefe de la isla. El jefe de la isla decide presentarlo ante todos los aldeanos diciéndoles que a partir de ese día el niño será criado como su hijo para molestia de su esposa ya que el ya tiene un hijo. El jefe de la isla lo bautiza como Tama. 
Cuando Tama cumplió 3 años, el jefe de la aldea lo desconocio como su hijo y heredero debido a la presión de los aldeanos y de su esposa. El jefe de la aldea decide ofrecerlo a cualquiera de los aldeanos que deseé adoptarlo pero solo un aldeano lo acepta. El aldeano educa a Tama como un pescador y Tama por fin se siente feliz, pero cuando el aldeano pescador y su esposa tienen un hijo propio, los temores de Tama de pasar a otra familia regresaron.
Tama pasa los días creando un bote que lo lleve lejos de la isla debido a que no quiere seguir siendo rechazado pero le resulta difícil ya que los niños matones de la isla constantemente lo molestan, pero un día mientras huía de ellos, Tama conoce a una niña llamada Mahana que lo defiende. Esa misma noche, hay un incendio en la casa del pescador debido a un descuido de Tama.
El pescador decide regresar a Tama al jefe de la aldea pues su familia es primero. Tama nuevamente es puesto en adopción pero ya que nadie lo quiere, el jefe de la aldea cree que es mejor regresarlo al mar de donde vino. Mahana (la niña que lo defendió) y su padre borracho lo adoptan para tener ayuda extra en su casa. Una noche, el borracho se despierta y corre a Tama su casa porque cree que solo trae desgracia pero su hija lo detiene. 
A la mañana siguiente Tama finalmente se decide a huir de la isla y le ofrece a Mahana ir con el pero ella prefiere quedarse para cuidar a su padre. Tama parte rumbo al mar donde se pierde y llega a una isla donde descubre que un hombre rico llamado Johnny Lingo lo salvó y ha decidido dejarlo vivir en su isla. El mayordomo no está convencido con Tama y sus temores crecen más cuando Tama deja abierta la puerta del corral lo que provoca que una vaca escape y se enferme por comer hiedra. 
Otro día, el mayordomo encuentra a Tama tratando de huir de la isla por lo que lo acusa con Johnny. Johnny entiende los sentimientos de Tama sobre el amor pero le dice a Tama que para poder pagar su falta deberá quedarse 7 años a trabajar para el y Tama acepta ya que no le queda opción. El mayordomo supervisa los trabajos de Tama que cada vez son más difíciles como recolectar  frutos, contar monedas y reparar redes. Mientras reparaba unas redes, Tama conoce a una mujer que lo motiva a seguir adelante y con esto, Tama mejora considerablemente sus trabajos. 
Johnny le enseña a Tama como navegar en los botes diciéndole que debe aprender a usar el viento a su favor para llegar a su destinó pero que debe apoyarse en cosas como el sol, la luna y las estrellas. Al pasar los años, Tama crece hasta convertirse en un hombre fuerte. El padre borracho de Mahana la vende a un hombre por 2 gallinas y según la ley debe casarse con el, lo que molesta a Mahana.
Durante uno de sus viajes con Johnny, Tama derrama accidentalmente una bebida sagrada, lo que molesta al jefe de esa isla, por lo que el jefe exige a Johnny una vaca como perdón. El jefe también dice que Tama deberá quedarse en su isla hasta que le traigan la vaca pero Johnny se ofrece a quedarse en su lugar. A pesar de que el barco solo podía ser navegado por 2 personas, Tama se las arregla para poder llegar hasta su isla. Tama le explica al mayordomo la situación por lo que toman la mejor vaca y regresan a la isla por Johnny. Al día siguiente, mientras asistía a una fiesta, Tama conoce a una anciana que lo reconoce como su nieto debido a  marca hereditaria y lo presenta ante todos como el heredero de la Jefatura Tortuga y dice que debe ser reinstaurado de inmediato.
Tama le explica que desea quedarse con Johnny por lo que la anciana lo entiende y Tama regresa con Johnny a casa. Al llegar, Johnny le explica a Tama que esta muriendo por una enfermedad por lo que le ofrece ser su heredero y llevar su nombre. Johnny cae en cama y le dice a Tama que "No desperdicie las cosas pequeñas". Johnny también le dice que busque el verdadero amor que él no pudo conseguir para finalmente morir y todos en la isla lloran por el. Tama, ahora bajo el pseudónimo de Johnny Lingo, le dice al mayordomo que prepare una canoa porque ha decidido ir a buscar a su amiga de la infancia Mahana. El mayordomo viaja solo a la vieja isla donde vivía Tama Gama y les dice a los aldeanos que el gran Johnny Lingo los visitará para organizar una fiesta donde escogerá a su futura esposa.
Johnny (Tama) finalmente regresa a su antiguo hogar donde nadie lo reconoce y empieza a organizar una gran fiesta. Johnny ve a muchas jóvenes hermosas pero el solo espera a Mahana y dice que al día siguiente buscará a su verdadero amor. A la mañana siguiente, Tama va a la casa del borracho que una vez lo adoptó y este lo guía hacía donde esta Mahana. Johnny al fin se reencuentra con Mahana pero esta no lo reconoce al punto de que hasta lo golpea. Al día siguiente, Johnny encuentra a Mahana bañándose junto a una cascada y la chantajea con llevarse su ropa hasta que hable con el.
Mahana lleva a Johnny donde le dice que espera a una persona que conoció en el pasado y comienza a llorar porque cree que Tama rompió su promesa y que está muerto. Johnny no encuentra como decirle que el es Tama pero su mayordomo le recuerda que "El amor es el tesoro más valioso". Johnny anuncia a los aldeanos que ha escogido a Mahana como su esposa mientras que esta regresa al mar donde recuerda como se divertía con Tama cuando eran niños y como se despidieron cuando Tama partió hacia el mar. En una reunión, el padre de Mahana habla cosas buenas acerca de su hija donde parece estar arrepentido del Mal trato que le había dado ha su hija, pero el padre de Mahana exige dos vacas a cambio de la mano de su hija. 
Al ver que Mahana salió corriendo, Tama ofrece ocho vacas explicando que cada una es por cada año que no estuvo junto a ella. Johnny les dice que sean muy felices pero Mahana lo reconoce como su amigo Tama y lo besa. La película finaliza con el narrador diciendo que "La Leyenda de Johnny Lingo vivirá para siempre"

## Reparto
- George Henare - Johnny Lingo
- Rawiri Paratene - Jefe Malio
- Joe Folau - Tama
- Alvin Fitisemanu - Jefe Steward
- Kayte Ferguson - Mahana
- Tausani Simei-Barton - Tama niño
- Fokikovi Soakimi - Mahana niña

## Doblaje
| Personaje                 | Actor de doblaje     |
| ------------------------- | -------------------- |
| Johnny Lingo              | Luis Alfonso Padilla |
| Tama                      | Carlos Íñigo         |
| Mahana                    | Xóchitl Ugarte       |
| Mahana niña               | Ana Lobo             |
| Jefe Steward              | Rolando de Castro    |
| Jefe Malio                | Alejandro Mayén      |
| Pioi                      | Alejandro Illescas   |
| Sali, el pescador         | Roberto Molina       |
| Escritor                  | Paco Mauri           |
| Jefe aterrador de la isla | Jorge Ornelas        |
| Abuela de la Isla Tortuga | Magda Giner          |

- Datos: Q3822786